# Ciąża hormonalna
Ciąża hormonalna – stan uśpienia potrzeby "rozpłodowej". Stan ten bardzo często występuje u kobiet stosujących antykoncepcję hormonalną. Na skutek dłuższego stosowania tego typu zabezpieczenia przed ciążą następuje 
przestawienie myślowe preferencji poszukiwanego partnera, z naturalnie pożądanego silnego wojownika na opiekuna. U różnych kobiet następuje to w różnym nasileniu. Według seksuologa Wiesława Sokoluka ciąża hormonalna jest wyraźną odpowiedzią natury na próbę jej przechytrzenia przez człowieka. 
Pojęcia tego natomiast nie można mylić z brakiem lub zanikaniem potrzeby seksualnej.